# Micereces de Tera
Micereces de Tera es un municipio y localidad española de la provincia de Zamora, en la comunidad de Castilla y León.
Se encuentra situado en el norte de la provincia de Zamora, dentro de la comarca de Benavente y Los Valles. El municipio cuenta con una superficie de 34,04 km² y, según datos del padrón municipal 2017 del INE, cuenta con una población de 479 habitantes. El municipio se forma por las localidades de Micereces de Tera, Abraveses de Tera y Aguilar de Tera.

## Topónimo
Las formas más antiguas son Meçereses o Mençereses. Se considera que el topónimo se habría originado por desplazamiento de pobladores y sería por tanto un gentilicio: *mecereses, «los de Méizara». En la vecina comarca del Páramo leonés existe el pueblo de Méizara, topónimo procedente de un nombre personal arábigo, Maysarā. Por lo tanto, Micereces habría sido poblado por mozárabes o descendientes de ellos.

## Geografía
La localidad de Micereces de Tera está ubicada a una altitud de 719 m s. n. m. El término municipal se localiza en las fértiles tierras regadas por el río Tera. Estas condiciones naturales hacen que el pueblo que da nombre al término, Micereces de Tera, sea un lugar demandado para el turismo estival.
Una de sus pedanías es Abraveses de Tera, que cuenta con dos edificios eclesiásticos reseñables, la iglesia de Santiago Apóstol y el Santuario de Nuestra Señora de la Encina. Completa el término, Aguilar de Tera, denominada como Entidad Local Menor, ya que aunque tiene autonomía y cuenta con alcalde propio, administrativamente depende de Micereces de Tera.

## Historia
En la Edad Media, el territorio en el que se asienta Micereces quedó integrado en el Reino de León, cuyos monarcas habrían emprendido la fundación del pueblo.
Posteriormente, en la Edad Moderna, Micereces fue una de las localidades que se integraron en la provincia de las Tierras del Conde de Benavente y dentro de esta en la receptoría de Benavente.
No obstante, al reestructurarse las provincias y crearse las actuales en 1833, Micereces de Tera pasó a formar parte de la provincia de Zamora, dentro de la Región Leonesa, quedando integrada en 1834 en el partido judicial de Benavente.

## Geografía humana

### Demografía
Cuenta con una población de 414 habitantes (INE 2024).

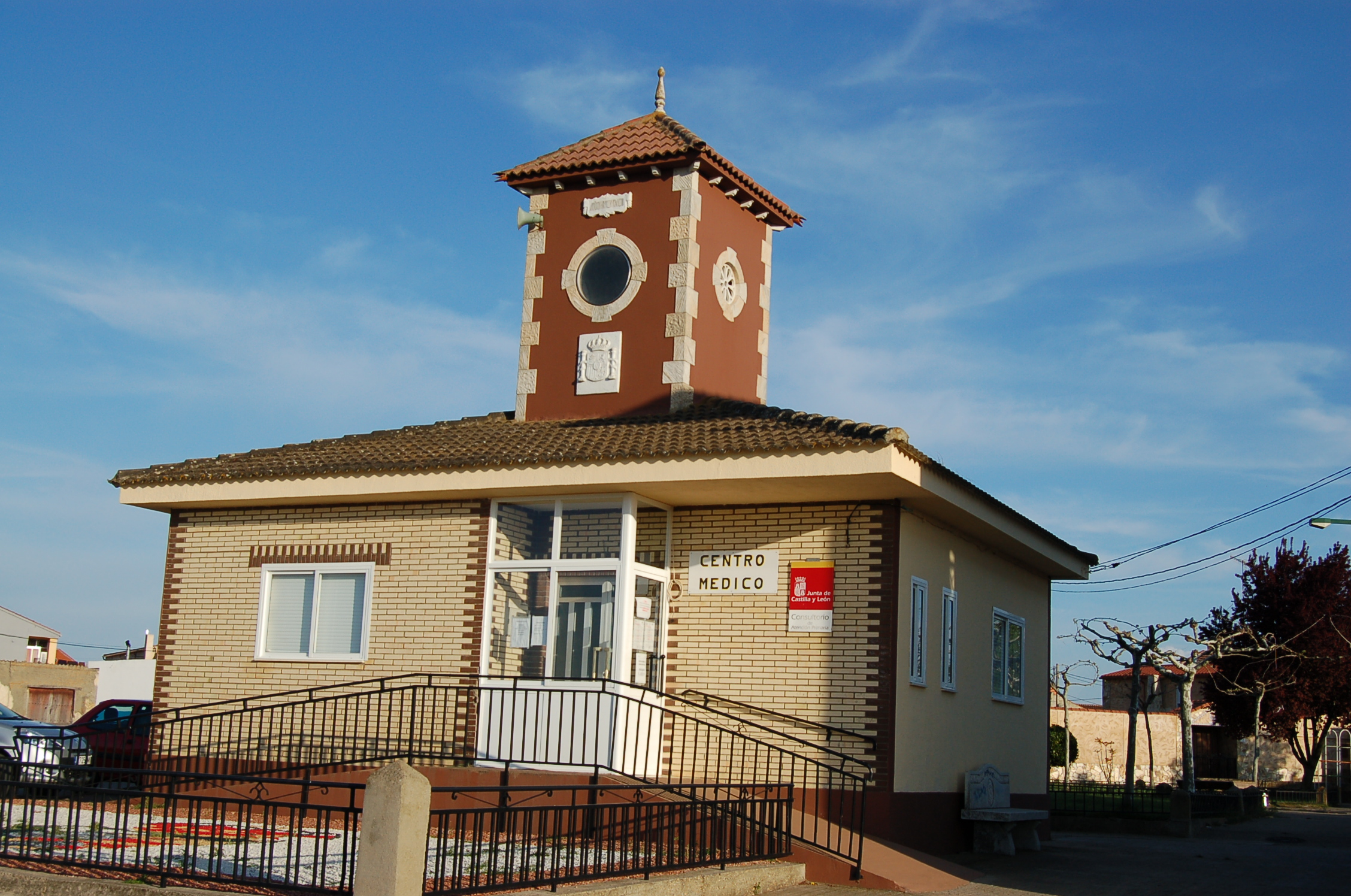
Centro médico.

| Gráfica de evolución demográfica de Micereces de Tera entre 1842 y 2021 |
| |
| Población de derecho según los censos de población del INE Población de hecho según los censos de población del INEEn este censo se denominaba Micereses: 1842 Entre el censo de 1857 y el anterior, crece el término del municipio porque incorpora a 49205 (Santibánez de Tera), 495001 (Abraveses de Tera) y 495003 (Aguilar de Tera) Entre el censo de 1940 y el anterior, disminuye el término del municipio porque independiza a 49205 (Santibáñez de Tera) |

### Economía

#### Caza y pesca
En los dos valles que integran Macoball (Tera, Vidriales) se ha constituido recientemente la sociedad deportiva comarcal Los Valles formada por treinta localidades, cuyo ámbito territorial cinegético supera las 40 000 hectáreas. Dicha Sociedad de caza posee 1800 socios propietarios de terrenos cinegéticos y además ofrece un "TURISMO CINEGETICO" a cazadores de otras CCAA principalmente: Asturias, Galicia, País Vasco Madrid, etc. Su oferta principal para desarrollar el deporte de la Caza, son las especies cinegéticas de caza menor, aunque en los últimos años se han empezado a organizar monterías de Jabalí y Zorro, con excelentes resultados en las capturas. Uno de los objetivos de MACOVALL es ofrecer este turismo cinegético para que de alguna forma aporte un beneficio no solamente a las localidades que integran la Sociedad Deportiva, sino también todos los puntos hosteleros de la Comarca.
Además del deporte de la caza, también se puede practicar la pesca, no en vano la comarca se halla delimitada por grandes ríos e infinidad de riachuelos, en los que puede capturarse especies, que van desde la Trucha hasta el Lucio, pasando por la tenca, la carpa o el blas-blas. Existe además un coto la localidad de Mózar de Valverde, donde se pueden disfrutar del deporte de la pesca sobre todo trucha.

## Patrimonio

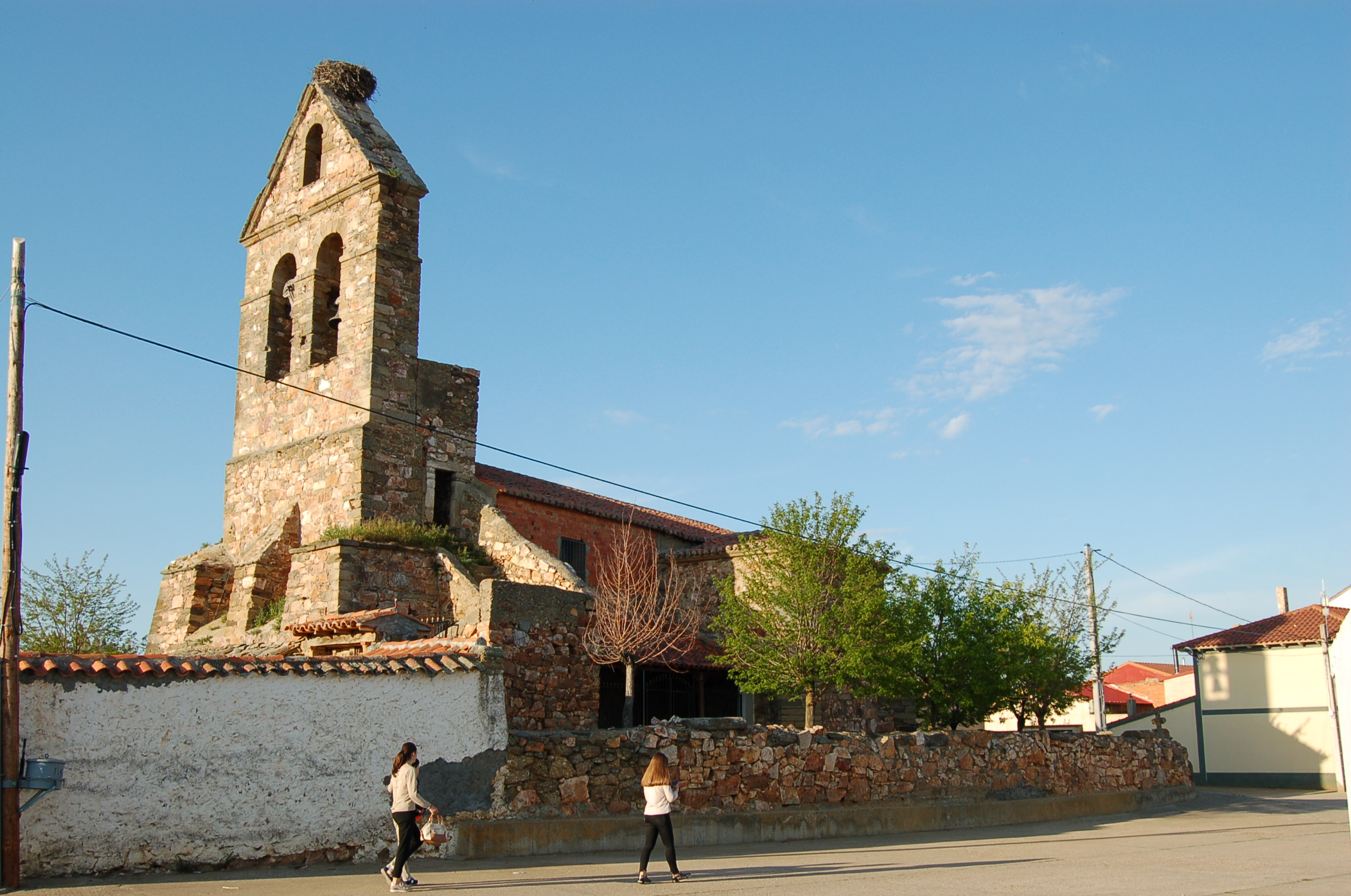
Iglesia.

Cabe destacar en el municipio dos edificios eclesiásticos de gran valor en la pedanía de Abraveses de Tera: la iglesia de Santiago Apóstol y el Santuario de Nuestra Señora de la Encina.

## Ocio
Micereces cuenta con diversas áreas de ocio, principalmente orientadas al turismo estival. De entre ellas destaca «El Sestín», zona de baño con piscinas que se inauguró en 2012 junto a la margen derecha del río Tera y junto al antiguo molino.

## Gastronomía
La abundancia agrícola y ganadera, piscícola y cinegética de la mancomunidad se hace patente en la mesa. Variedad y sabor caracterizan una gastronomía en la que destaca la elaboración tradicional de las piezas de caza; los "Pichones a la rápida" o las perdices, palomas, codornices y liebres, cocinadas según las recetas transmitidas de generación en generación, son algunos de los platos que deben probarse, sin olvidar las truchas de la región, pescadas en el Órbigo o el Tera, dos de los ríos trucheros con mayor fama en las provincias de Zamora y León. Los pimientos de la zona y el queso de oveja servirán de acompañamiento perfecto. De postre, la tarta del Císter, elaborada con almendras, y la tarta Capuchina, completan la repostería artesana típica de la zona.
Bajo la mención "Vino de la Tierra", los Valles de Benavente dan un vino "de aguja", rosado, afrutado y suave, elaborado con diversas variedades de uva, destacando la Tempranillo, la Mencía y, en especial, la Prieto Picudo. La región vinícola más extensa de la provincia también ofrece tintos suaves y vinos blancos de Malvasía y Verdejo.

## Fiestas
La fiesta principal de Micereces de Tera es San Mamés, una festividad que se celebra el 6 y 9 de agosto.
San Bernardino, el 20 de mayo, y Santa Marina, el 18 de julio, son las festividades de Aguilar de Tera.
En Abraveses de Tera conmemoran a Santiago Apóstol, el 26 de julio, y a la Virgen de la Encina, el 30 de agosto.
Romerías: Los vecinos de Abraveses de Tera se desplazan a la ermita de las Encinas, situada a 500 metros del pueblo, para celebrar la romería de la Virgen de la Encina. Cada 7 años.